# Lasianthus cereiflorus
Lasianthus cereiflorus är en måreväxtart som beskrevs av Eileen Adelaide Bruce. Lasianthus cereiflorus ingår i släktet Lasianthus och familjen måreväxter. Inga underarter finns listade i Catalogue of Life.